# Reinhold Scholl
Reinhold Scholl (* 10. Januar 1952 in Hasborn-Dautweiler/Tholey) ist ein deutscher Althistoriker und Papyrologe.
Reinhold Scholl studierte an der Universität Trier die Fächer Geschichte, Germanistik, Gräzistik, Ägyptologie und Papyrologie. Scholl machte 1979 das Staatsexamen und promovierte 1982 über das Thema Sklaverei in den Zenonpapyri. Seine Habilitation erfolgte 1992 in Trier. Seit 1993 ist er Professor für Alte Geschichte an der Universität Leipzig. Seit 1997 ist Scholl Leiter der Papyrus- und Ostrakasammlung an der Universitätsbibliothek Leipzig, für die er schon zuvor zuständig war.
Zu seinen Forschungsschwerpunkten zählen der Hellenismus, die Sklaverei in der Antike und die Spätantike.

## Schriften
Monografien
- Der Papyrus Ebers. Die größte Buchrolle zur Heilkunde Altägyptens. Universitätsbibliothek, Leipzig 2002, ISBN 3-910108-93-8.
- Historische Beiträge zu den julianischen Reden des Libanios (= Palingenesia. Band 48). Franz Steiner, Stuttgart 1994, ISBN 3-515-06537-7.
- Sklaverei in den Zenonpapyri. Eine Untersuchung zu den Sklaventermini, zum Sklavenerwerb und zur Sklavenflucht (= Trierer Historische Forschungen. Band 4). Verlag Trierer Historische Forschungen, Trier 1983, ISBN 3-923087-03-9.
- Corpus der ptolemäischen Sklaventexte (= Forschungen zur antiken Sklaverei. Beiheft 1). 3 Teilbände, Franz Steiner, Stuttgart 1990, ISBN 3-515-05710-2.

Herausgeberschaften
- Vergraben – Verloren – Gefunden – Erforscht. Papyrusschätze in Leipzig. Universitätsverlag, Leipzig 2010, ISBN 978-3-86583-483-6 (Katalog zur gleichnamigen Ausstellung der Universitätsbibliothek Leipzig vom 18. Juni bis 26. September 2010; Schriften aus der Universitätsbibliothek Leipzig. Band 20).